# Ray Bunkell
Raymond Keith „Ray“ Bunkell (* 18. September 1949 in Edmonton, London; † 15. März 2000 in Gresford) war ein englischer Fußballspieler. Der Mittelfeldakteur und englische Juniorennationalspieler kam in den 1970er Jahren zu 185 Einsätzen (12 Tore) in den unterklassigen Spielklassen der Football League.

## Karriere
Bunkell spielte Mitte der 1960er Jahre im Nachwuchsbereich von Tottenham Hotspur und stieg dort zum Juniorennationalspieler auf, 1968 nahm der als „Tottenham-Star“ betitelte Bunkell mit seinem Mannschaftskameraden Ray Evans und an der Seite der späteren Nationalspieler Dave Thomas und Alan Merrick am UEFA-Juniorenturnier 1968 in Frankreich teil, als mit einem Sieg und zwei Unentschieden der Halbfinaleinzug hinter Bulgarien knapp verpasst wurde. Bereits 1967 in den Erwachsenenbereich aufgerückt, gehörte Bunkell für drei Jahre zum Stammpersonal im Reserveteam der Spurs, der Durchbruch in der ersten Mannschaft blieb ihm aber verwehrt. Nachdem er mit der Reserve 1970/71 die Meisterschaft der Football Combination gewonnen und dazu mit elf Saisontreffern beigetragen hatte, schloss er sich im Sommer 1971 dem Zweitligisten Swindon Town an.
Bei seiner Verpflichtung von der Presse als „einsatzfreudiger, terrier-artiger Spieler“ beschrieben, kam Bunkell über die folgenden beiden Spielzeiten regelmäßig zum Einsatz und bildete zumeist mit Joe Butler die Mittelfeldzentrale von Swindon. Seinem Ruf wurde er während seiner Zeit bei Swindon durchaus gerecht, im April 1972 wurde er nach mehreren Verwarnungen in Spielen mit einer Geldstrafe von 30 £ und einer zur Bewährung ausgesetzten zweiwöchigen Sperre belegt, im Februar 1973 wurde er in einer Partie gegen Aston Villa nach einer Tätlichkeit gegen Bruce Rioch des Feldes verwiesen. Nachdem er zu Beginn der Zweitligasaison 1973/74 lediglich zu zwei Einsätzen gekommen war, wurde er im Dezember 1973 im Tausch für John McLaughlin an den Viertligisten Colchester United abgegeben, zudem bezahlte Swindon 25.000 £. Bei Colchester rückte er umgehend in die Stammmannschaft, fiel nach einem Beinbruch am Neujahrstag 1974 aber für mehr als ein halbes Jahr aus. Seinen Teamkollegen war derweil der Aufstieg in die Third Division gelungen, in der er in der Spielzeit 1974/75 auch auf seine ehemaligen Mannschaftskameraden von Swindon Town traf, die abgestiegen waren.
Nach einem 11. Platz fiel das Team in der Saison 1975/76 auf einen Abstiegsplatz; daran änderten auch vier Saisontore von Bunkell nichts, der letztmals mit 41 Ligaeinsätzen eine gesamte Spielzeit bestreiten konnte. Colchester gelang in der folgenden Saison 1976/77 der direkte Wiederaufstieg; Bunkell blieb dabei verletzungsbedingt auf 18 Einsätze limitiert, auch die nächsten beiden Spielzeiten konnte er nur noch sporadisch mitwirken. Letztmals lief er am 31. August 1979 gegen Swindon auf; wenig später musste er seine Laufbahn nach 153 Pflichtspielen (10 Tore) für Colchester aus medizinischen Gründen beenden. 
Bunkell hatte bereits während seiner aktiven Karriere damit begonnen das Reserveteam von Colchester zu trainieren, im September 1981 wurde Bunkell unter Cheftrainer Bobby Roberts als Nachfolger von Ray Harford Übungsleiter (coach) der ersten Mannschaft von Colchester. Dabei nahm er auch weiterhin leidenschaftlich am Spielgeschehen teil, wegen „beleidigender Wortwahl und Gesten“ gegenüber Offiziellen des Klubs Hereford United anlässlich eines Ligaspiels im März 1982 wurde er von einem Gericht in Hereford zu einer Geldstrafe von 200 £ verurteilt, Bunkell hatte sich zu den Vorwürfen schuldig bekannt. Nach der Entlassung von Roberts im Mai 1982 war Bunkell für einen Tag interimistisch Cheftrainer, bevor Allan Hunter den Posten übernahm. Weil dieser mit Cyril Lea seinen eigenen Assistenten mitbrachte, waren Bunkells Tage bei Colchester ebenfalls gezählt. In der Folge gehörte er zum Trainerstab beim walisischen Football-League-Teilnehmer AFC Wrexham und soll dort auch als Physiotherapeut gewirkt haben. 1983 musste er in einem Liverpooler Krankenhaus neurologisch untersucht werden, weil er nach einem Kopfball im Training unter Kopfschmerzen und Schwindelgefühlen litt. Er starb 50-jährig im März 2000 im nördlich von Wrexham gelegenen Dorf Gresford.